# Кабанов Павло Михайлович
Павло Михайлович Кабанов (21 квітня 1964, Дзержинськ, Донецька область, Українська РСР) — гравець КВК, російський актор театру і кіно, шоумен, пародист, телеведучий.
Грав за команду КВН «Магма» (Московський гірничий інститут), в якій також грав Сергій Білоголовцев.

Після КВНу, за словами Павла, він змінив декілька місць роботи:
| Ліві лапки | Отямився в 1988 році, коли народилася перша дочка і, через пару днів, захотіла їсти. Отямився, але не зупинився, просто став бігати в два рази швидше. Пункти зупинок: Центральний Донбас, вугільна шахта «Північна»; Москва, трест гірничопрохідницьких робіт, будівельне управління номер 3 - прокладка каналізації під вулицею Трубна (оскільки в інституті мене цьому не вчили, так і не опанував цієї перспективної спеціальністю). І далі вирушив прямо на ТБ. КВК «Магма» (гравець номер 12), «Відеоінтернешнл», «Раз на тиждень», «12 копійок», «На зло рекордам!», «О.С.П.-студія». | Праві лапки |

## «ОСП-студія»
Найбільш відомі персонажі, зіграні Кабановим в «ОСП-студії» — новий росіянин, «манагер по колготкам» Воха Дундарь і теща Клара Захарівна.
За словами актора, «добре володіння пацанським сленгом» пов'язане з місцем його народження.
Крім того, пародіював соліста групи «сонечко», Шуру, Філіпа Кіркорова, Павла Лобкова, Олександра Гордона та інших; зіграв також головного героя в «коміксовому» серіалі «Супер-Пупер» (пародія на Супермена).
Павло Кабанів знявся в чотирьох рекламних роликах мережі магазинів «Діксі» в образі Клари Захарівни. В даний момент ці чотири реклами демонструються на федеральних каналах. Також зображення Клари Захарівни можна побачити в містах на рекламних стендах.  [Архівовано 23 березня 2017 у Wayback Machine.]

## Інші телепроєкти
- Клуб «12 копійок» (телеканал ТВ-6) — провідний (1997—1998)
- «Раз на тиждень» (телеканал ТВ-6) (1995—1996)
- «На зло рекордам!?» (телеканал ТВ-6) (1996—1998, 2002)
- «33 квадратних метри», «33 квадратних метри. Дачні історії» (телеканал ТВ-6) — Клара Захарівна, міліціонер Мегре, інші (1997—2005)
- Схема сміху (РЕН ТБ) (2006)
- Обережно, діти! (Світ) (2010 — н.ст.)

Разом з Миколою Фоменком, Георгієм Дроновим та Оленою Бірюковою озвучив мультфільм «Гроза мурах».
Знявся в кліпі на пісню ШеFFа «Швидкість дня».

## Фільмографія
- 1998—2005 — 33 квадратних метри — Клара Захарівна + інші персонажі
- 2005 — Єралаш — вчитель літератури
- 2010 — Кодекс честі — Залізний Фелікс(4 сезон)
- 2011 — Поєдинки — фотограф
- 2012 — Поки цвіте папороть — фотограф
- 2013 — Класна школа — Іван Марсович — вчитель праці
- 2013 — Студія 17 — Костянтин Берг — режисер
- 2014 — Зайцев+1 — Олег Зайцев, батько Саші Зайцева
- 2014 — Біловоди. Таємниця загубленої країни — фотограф